# ريتشارد هارفي (لاعب كرة قدم أمريكية)
ريتشارد هارفي (بالإنجليزية: Richard Harvey)‏ هو لاعب كرة قدم أمريكية أمريكي، ولد في 11 سبتمبر 1966 في باسكاغولا في الولايات المتحدة.

## وصلات خارجية
- ريتشارد هارفي على موقع مرجع كرة القدم المحترفة.كوم (الإنجليزية)